# اولیور یورگنس
اولیور یورگنس (انگلیسی: Oliver Jürgens؛ زادهٔ ۱۰ مهٔ ۲۰۰۳) بازیکن فوتبال اهل استونی است.
وی همچنین در تیم‌های ملی فوتبال زیر ۱۶ سال استونی و استونی بازی کرده است.